# ناجي معروف
ناجي معروف عبد الرزاق العبيدي الأعظمي، مؤرخ عراقي، أستاذ التاريخ في جامعة بغداد، ألّف فيه مجموعة من الكتب، وهو عضو المجمع العلمي العراقي. وينتمي إلى قبيلة العبيد العربية الزبيدية القحطانية الحميرية ، وهو شقيق عواد معروف وأحمد معروف ووالد خلدون ناجي معروف وعم بشار عواد معروف.

## نشأته
ولد في الأعظمية عام 1328هـ/1910م، وبها نشأ وتعلم القرآن في صغره، ثم أكمل دراسته فيها وتخرج من دار المعلمين العالية.

## سيرته العلمية
عُيّن مدرساً في الإعدادية المركزية في بغداد. ثم سافر إلى فرنسا في عام 1935م ملتحقاً بالبعثة العلمية فدرس في جامعة السوربون ومتحف اللوفر بإشراف الأستاذ (ديموبين) وأكمل دراسة الماجستير والدكتوراه في التاريخ، وكان عنوان أطروحته «المدرسة لمستنصرية» وبسبب اندلاع الحرب العالمية الثانية واحتلال الألمان مدينة باريس عاد إلى بغداد، قبل أن يناقش أطروحته وعاد معه الدكتور مصطفى جواد، والدكتور سليم النعيمي، وهما مثله كانوا بانتظار مناقشة الرسالة.
وقد عمل بعد عودته في مديرية الآثار العامة بعد فشل ثورة مايس في عام 1941م، وفي عام 1946م عُيّن مديراً لأوقاف بغداد، ثم عُيّن بعد ذلك عميداً لكلية الإمام الأعظم.
وعُيّن في عام 1952م، عميداً لكلية الشريعة، وفي عام 1963م، عُيّن عميداً لكلية الآداب بجامعة بغداد. 
وفي عام 1965م، عُيّن عضواً في مجلس الخدمة وفي عام 1972م، انتخب عضواً عاملا في المجمّع العلمي العراقي. كما انتخب عضواً في مجمع اللغة العربية بدمشق في سوريا. وعُيّن أستاذاً في قسم التاريخ للدراسات العليا في جامعة بغداد، وكان عضواً في مجلس أمانة بغداد.
ومن أهم إنجازاته أنه كان أحد المساهمين في تأسيس جمعية منتدى الإمام أبي حنيفة في الأعظمية عام 1968م، وانتخب رئيساً لها لمدة تسع سنوات حتى وفاته، ولقد سعى من خلالها لإنشاء المساجد والجمعيات الخيرية في القرى والأرياف.
كما نال شهادة الدكتوراه من جامعة القاهرة عام 1971م، للمرة الثانية.

## نشاطه السياسي
والدكتور ناجي معروف رجل صالح ومحبوب وعالم غيور على أمته ووطنه وقد اعتقل بعد ثورة رشيد عالي الكيلاني في عام 1941م، في العمارة والفاو ولبث في المعتقل ثلاث سنوات.

## مؤلفاته
الدكتور ناجي معروف من رجال العراق البارزين في العلم والأدب وله مؤلفات عديدة كما ساعد في نشر مؤلفات أخيه أحمد معروف، ومن مؤلفاته الكتب التالية:
- عروبة الإمام أبي حنيفة النعمان - بغداد - 1935م.
- المطالعة العربية الحديثة (بالمشاركة) - بغداد - 1934م.
- المنتخبات الأدبية - بغداد - 1935م.
- محمود شكري الآلوسي - بغداد - 1935م.
- مقدمة في تاريخ المستنصرية وعلمائها - بغداد - 1958م.
- علماء المستنصرية - بغداد - 1959م.
- المدخل في تاريخ الحضارة العربية - بغداد - 1960م.
- المدرسة الشرابية - بغداد - 1961م.
- خطط بغداد - بغداد - 1962م.
- تثنية الأسماء التاريخية - بغداد - 1963م.
- التوقيعات التدريسية - بغداد - 1963م.
- عروبة المدن الإسلامية - بغداد - 1964م.
- المدارس الشرابية ببغداد وواسط ومكة - بغداد - 1964م.
- تاريخ علماء المستنصرية (عدة طبعات).
- تاريخ العرب (عدة طبعات).
- موجز تاريخ الحضارة العربية (عدة طبعات).
- دروس تاريخ الحضارة العربية (عدة طبعات).
- تاريخ العرب في القرون الوسطى (عدة طبعات).
- الفارابي عربي الموطن والثقافة، 1975
- عروبة العلماء المنسوبين إلى البلاد الأعجمية - بغداد - 1977م.

## وفاته
أدّى ناجي معروف فريضة الحج مرتين ثم سافر إلى مكة لأداء مناسك العمرة في شهر شعبان وبعد الفراغ من مناسك العمرة توفي في مدينة جدة، ليلة الأثنين غرة شهر رمضان عام 1397هـ/15 آب 1977م.
ونُقل جثمانه إلى بغداد ووصل ليلة الأربعاء 17 آب 1977م، وشيّع صباح يوم الخميس بموكب كبير من داره في محلة السفينة لغاية جامع الإمام الأعظم ثم دفن بجوار ولدهِ رجاء في مقبرة الخيزران في الأعظمية.